# Siège de Péronne (1536)
Pour les articles homonymes, voir Siège de Péronne.
Le siège de Péronne, en Picardie, est une opération militaire de 1536 menée par les armées du comte de Nassau au service de Charles Quint qui affrontait François Ier au sujet de la succession du Milanais. Il se déroula du 14 août au 11 septembre.

## Contexte historique
La Paix des Dames de 1529 avait mis fin aux affrontements entre la France et l'Espagne mais la question du Milanais allait faire ressurgir la guerre.
Le duc de Milan François II Sforza mourut en 1535, le roi de France, François Ier, revendiqua aussitôt l'héritage du duché. Il marcha sur la Savoie et attendit à la frontière lombarde une éventuelle négociation avec Charles Quint, roi d'Espagne et Empereur du Saint Empire romain germanique. Celui-ci riposta en envahissant la Provence mais il se heurta à la détermination des armées du connétable Anne de Montmorency tandis que Henri III de Nassau-Breda, au service de Charles Quint, attaquait en Picardie la ville de Péronne, verrou qui lui barrait la route de Paris.

## Le site fortifié de Péronne
La ville de Péronne était à cette époque protégée par des défenses naturelles constituées par des marais qui entouraient la ville d'est en ouest. Les fortifications étaient composées du château médiéval avec ses trois tours, des remparts et de trois portes fortifiées, la porte Saint-Sauveur au nord, la porte Saint-Nicolas près du château et la porte de Paris au sud. Le Mont Saint-Quentin qui dominait la ville n'était protégé que par une simple muraille et un bastion muni de deux tours.

## Forces en présence
Les troupes françaises peu nombreuses à Péronne avaient reçu le 17 juillet des renforts conduits par le duc de Vendôme et le duc de Guise. Les villes de Saint-Quentin, Compiègne, Nesle, Roye, Montdidier, etc. y amenèrent des pièces d'artilleries et des munitions. Robert de La Marck qui venait de délivrer Saint-Quentin arriva à Péronne avec une centaine d'hommes de même que le comte de Damartin. Jean d'Humières et le seigneur d'Estourmel arrivèrent eux aussi dans la ville. Ce dernier avec une importante quantité de vivres et d'argent pour payer la garnison qui dépassait alors à peine les 3 000 hommes.
Le 11 août, 60 000 Impériaux commandés par le comte de Nassau se massèrent aux environs de Péronne. Ils étaient répartis en trois corps composés de Flamands, d'Allemands, de Wallons etc. Le 12 août, les Impériaux passèrent la Somme à Pont-lès-Brie. Le 14 août, la ville était totalement encerclée.

## Assauts infructueux des Impériaux
Le 15 août, les faubourgs furent brûlés sur ordre de Robert de La Marck avant que l'ennemi ne puisse s'en emparer. Une fois maître du faubourg de Paris, les Impériaux détournèrent le cours de la Somme pour empêcher les moulins de la ville de fonctionner. À partir du 17 août, l'artillerie ennemie bombarda Péronne sans relâche mais les brèches dans les remparts furent comblées par les habitants.
Une première attaque des Impériaux sur la porte Saint-Nicolas et sur la porte de Paris eut lieu le 20 août. 6 000 Allemands ne purent enlever la porte Saint-Nicolas; les 3 000 fantassins et les 300 cavaliers flamands du comte de Rœux ne purent prendre la porte de Paris.
Les bombardements ennemis reprirent de plus belle les 21, 22 et 23 août et le 24, le comte de Nassau adressa un ultimatum au maréchal de La Marck en menaçant de pendre les officiers de la garnison et de soumettre la ville au pillage. Les assiégés refusèrent de céder.
Le 25 août le prince de Nassau décida de donner l'assaut à la porte Saint-Sauveur et à la porte de Paris. Les combats durèrent quatre heures sans succès pour les assaillants. Voyant ses troupes faiblir, le comte de Nassau ordonna la retraite.
C'est ce jour-là, pendant l'assaut qu'une Péronnaise Marie Fouré (de son vrai nom Françoise de Suzanne), se distingua. Voyant un porte-enseigne ennemi en train de planter son drapeau sur le rempart, elle se précipita pour enlever l'étendard, tuer le soldat et s'en revint vers la ville avec son trophée redonnant courage aux habitants.
Le 27 août, l'ennemi changea de tactique et tenta d'incendier la ville par l'utilisation de feu grégeois qui détruisit plusieurs maisons. Une pluie abondante vint malencontreusement contrarier les plans du prince de Nassau.

## Arrivée de renforts dans Péronne
Le maréchal de La Marck voyant les forces dont il disposait s'épuiser résolut de demander du renfort au duc de Vendôme. Jean de Haisecourt et André de Zizarnia parvinrent à traverser les lignes ennemies et à gagner Ham. Ils revinrent à Péronne accompagnés de 400 arquebusiers et d'un corps de cavalerie commandé par le duc de Guise. Le duc de Guise et ses cavaliers firent diversion tandis que les arquebusiers parvenaient à pénétrer dans la ville.
Le comte de Nassau fit ensuite porter les efforts de ses troupes sur le château dont l'artillerie lui causait beaucoup de dégâts. Il ordonna le creusement de mines pour faire sauter une tour du château. Les 1er, 2 et 3 septembre, l'artillerie des impériaux redoubla d'intensité, malgré cela, le capitaine Damiette réussit à surprendre et à tuer les mineurs ennemis.

## Échec du comte de Nassau
Les 4 et 5 septembre, le comte de Nassau adressa une nouvelle fois un ultimatum au maréchal de La Marck. Il exigeait la reddition de la ville en garantissant la vie sauve à la garnison et en limitant le pillage de la ville à trois jours. L'ultimatum fut rejeté une nouvelle fois. Le 6 septembre, une mine explosa ensevelissant le comte de Dammartin et 70 de ses hommes.
Le 8 septembre, un nouvel assaut des impériaux leur permit de pénétrer dans le château mais la résistance de la garnison les fit reculer à trois reprises.
Le 9 septembre, les armées du duc de Guise et du duc de Vendôme avaient reçu mission d'aller secourir Péronne. Le prince de Nassau se résolut à quitter les lieux. Avant de lever le siège, il fit une dernière fois bombarder la ville. Les bombardements redoublèrent le lendemain. Le 11 septembre à l'aube, les Impériaux levèrent le siège incendiant les villages de Biaches, Sainte-Radegonde, Basincourt et Halle.

## Conséquences
L'échec du comte de Nassau à Péronne libéra Paris de la pression espagnole, les troupes impériales se replièrent dans les Pays-Bas espagnols. La position de la France en était momentanément renforcée. Cependant le conflit entre Charles Quint et François Ier ne tarda pas à reprendre, dès 1537.

François Ier accorda à la ville de Péronne des privilèges fiscaux et honorifiques qui furent renouvelés par ses successeurs : le roi confirma aux Péronnais l'exemption de taille et des droits de nouveaux-acquêts. Il les affranchit du droit de franc-fief et du logement des gens de guerre. En outre, François Ier octroya à la ville de Péronne l'honneur de porter un « P » couronné sur son blason.

## Le siège de Péronne de 1536 dans l'art et la littérature
- Le Péronnais Hubert du Saussay composa un poème en latin relatant le siège de Péronne.
- Francesco de Layolle (1492-1540) a écrit une chanson, Les bourguignons devant la ville de Péronne, publiée dans Le Paragon des Chansons Quart Livre de Jacques Moderne (Lyon, 1539).
- Le 27 mai 1783, fut représenté à l'Académie royale de musique un opéra Péronne sauvée du compositeur Nicolas Dezède, livret d'Edme-Louis Billardon de Sauvigny.

- Broderie réalisée par Léon Lecointe, en 1705, représentant des combats et différents épisodes du siège de Péronne à l'été 1536. À l'origine, la bannière était un ex-voto dédié à saint Fursy, pour le remercier de son intervention pendant les combats. Jusque 1789, elle ouvrait, chaque 10 septembre, la procession commémorant le siège. Cette bannière était exposée au Musée Alfred Danicourt jusque 1914, elle disparut pendant la Première Guerre mondiale[4].

- En 1897, la Ville de Péronne rendit hommage à Marie Fouré en inaugurant sa statue en bronze sur la place du marché aux herbes, sculpture de l'artiste picard Athanase Fossé. La statue fut fondue par les Allemands en 1916. Une copie en bronze fut réinstallée en 1928, à nouveau fondue par l'occupant en 1942.
- Le 20 juin 1926 fut inauguré le monument aux morts de Péronne. L'un des deux bas-reliefs en bronze du socle, œuvre de Paul Theunissen représente Marie Fouré enlevant l'étendard d'un assaillant lors du Siège de Péronne de 1536[5].
- En 1996, une nouvelle statue de Marie Fouré le drapeau arraché aux Espagnols contre son épaule, œuvre du sculpteur Michel Bonnand, a été placée devant l'église Saint-Jean-Baptiste de Péronne.